# II. třída okresu Hradec Králové 2005/2006
V utkáních II. třída okresu Hradec Králové 2005/1006, jedné ze skupin 8. nejvyšší fotbalové soutěže v Česku, se utkalo 14 týmů dvoukolovým systémem podzim – jaro. Tento ročník začal v srpnu 2005 a skončil v červnu 2006.
Postup do I. B třídy Královéhradeckého kraje 2006/2007 si zajistil vítězný tým RMSK Cidlina Nový Bydžov „B“.

## Konečná tabulka II. třídy okresu Hradec Králové 2005/2006
| Poř. | Tým                                | Z  | V  | R | P  | VG  | OG | B  |
| ---- | ---------------------------------- | -- | -- | - | -- | --- | -- | -- |
| 1.   | RMSK Cidlina Nový Bydžov „B“       | 26 | 22 | 1 | 3  | 100 | 31 | 67 |
| 2.   | TJ Sokol Velichovky                | 26 | 16 | 4 | 6  | 65  | 28 | 52 |
| 3.   | FC Slavia Hradec Králové           | 26 | 13 | 4 | 9  | 46  | 41 | 43 |
| 4.   | TJ Sokol Myštěves                  | 26 | 12 | 5 | 9  | 48  | 45 | 41 |
| 5.   | FC Spartak Kobylice                | 26 | 11 | 6 | 9  | 66  | 57 | 39 |
| 6.   | TJ Sokol Stěžery (N)               | 26 | 14 | 4 | 11 | 53  | 47 | 37 |
| 7.   | FK Chlumec nad Cidlinou „B“        | 26 | 10 | 2 | 14 | 59  | 65 | 32 |
| 8.   | AFK Probluz                        | 26 | 9  | 5 | 12 | 53  | 61 | 32 |
| 9.   | TJ Sokol Lovčice                   | 26 | 10 | 2 | 14 | 43  | 52 | 32 |
| 10.  | Lokomotiva Hradec Králové          | 26 | 9  | 5 | 12 | 35  | 50 | 32 |
| 11.  | TJ Sokol Třebeš                    | 26 | 8  | 6 | 12 | 33  | 52 | 30 |
| 12.  | SK Smiřice                         | 26 | 8  | 4 | 14 | 50  | 72 | 28 |
| 13.  | TJ Sokol Nepolisy (N)              | 26 | 7  | 6 | 13 | 36  | 61 | 27 |
| 14.  | TJ Slavoj Předměřice nad Labem „B“ | 26 | 5  | 8 | 13 | 32  | 55 | 23 |

Poznámky:
- Z = Odehrané zápasy; V = Vítězství; R = Remízy; P = Prohry; VG = Vstřelené góly; OG = Obdržené góly; B = Body; (S) = Mužstvo sestoupivší z vyšší soutěže; (N) = Mužstvo postoupivší z nižší soutěže (nováček)

|  | Postup do I. B třídy Královéhradeckého kraje 2006/2007 |
|  | Sestup do III. třídy okresu Hradec Králové 2006/2007   |